# Sheffield Airey Neave
Sheffield Airey Neave CMG OBE (20 april 1879 - 31 december 1961) was een Britse natuuronderzoeker en entomoloog. Neave was de kleinzoon van Sheffield Neave (1799–1868), een gouverneur van de Bank of England, en hij was de vader van Airey Neave, de conservatieve Britse politicus.

## Vroege leven
Sheffield Airey Neave is geboren in Kensworth in Hertfordshire op 20 april 1879, en was de zoon van Sheffield Henry M. Neave en zijn vrouw Gertrude Charlotte Margaret (née Airey). Hij werd opgeleid in Eton en Magdalen College, Oxford.

## Afrika
Neave's eerste werk was onderzoek naar de problemen in verband met de tseetseevlieg en de studie van Afrikaans dierenleven. Hij maakte tussen 1904 en 1905 deel uit van de Geodetic Survey of Northern Rhodesia. Tussen 1906 en 1908 maakte hij deel uit van de Katanga Sleeping Sickness Commission en vervolgens van 1909 tot 1913 van de Entomological Research Committee of Tropical Africa.  Terwijl hij in Oost-Afrika verzamelde, verzamelde James Jenkins Simpson in West-Afrika. 

## Entomoloog en naamcompilatieactiviteiten
Neave keerde in 1913 terug naar het Verenigd Koninkrijk en werd benoemd tot adjunct-directeur van het Imperial Institute of Entomology, waar hij van 1942 tot 1946 directeur werd. Hij werd beloond voor zijn bijdrage aan de entomologie met een benoeming tot officier in de Orde van het Britse Rijk in 1933 en tot companion in de Orde van St. Michael en St. George in 1941.  Van 1918 tot 1933 was hij eresecretaris van de Royal Entomological Society en van 1934 tot 1935 voorzitter.
In 1934 kwam hij op het idee om een bijgewerkte index samen te stellen van alle gepubliceerde genus- en subgenusnamen in de zoölogie, een activiteit die de periode 1935–1939 besloeg en resulteerde in de publicatie van zijn (aanvankelijk) vierdelige Nomenclator Zoologicus in 1939–1940. Hij hield ook toezicht op de voorbereiding van het vijfde deel, gepubliceerd in 1950, en samen met het werk van anderen bedroeg het werk uiteindelijk negen gedrukte delen (met namen gepubliceerd tussen 1753 en 1994) plus een extra tiende, uitsluitend elektronische compilatie, aangevuld door Thomson Reuters in 2004. Het hele werk werd vervolgens gedigitaliseerd door het uBio-project in de VS en in 2004-2005 beschikbaar gesteld voor webgebaseerde zoekopdrachten. 

## Pensioen
Neave ging in 1946 met pensioen en trok zich terug op zijn boerderij in Essex, maar hij bleef tot 1952 eresecretaris van de Zoological Society of London. Het was een functie die hij sinds 1942 bekleedde.

## Gezinsleven
Neave trouwde twee keer. Zijn eerste huwelijk was met Dorothy Middleton; zij kregen twee zonen en drie dochters, de oudste is Airey Neave, later parlementslid. Dorothy stierf in 1942 en Neave hertrouwde in 1946 in Londen met Mary Hodges.